# ウルハースナガル
ウルハースナガル（マラーティー語: उल्हासनगर Ul'hāsnagar、英語: Ulhasnagar）は、インドのマハーラーシュトラ州、ターネー県の都市。ムンバイの北東およそ60kmの海岸部に位置する。
市名はウルハース川にちなんでいる。